# オットー＝エルンスト・シュッデコップフ
オットー＝エルンスト・シュッデコップフ（Otto-Ernst Schüddekopf、1912年11月20日 - 1984年10月19日）は、ドイツの歴史家。

## 生涯
博士号取得から間もなく、シュッデコップフはドイツ空軍の軍事学部門にて研究員となり、第二次世界大戦開戦後、1940年2月に召集されて前線に赴くが、1941年12月以降は国防軍最高司令部の軍事学部門に勤務。ヒールシャー・サークルの人脈を通じて、1942年、親衛隊の国家保安本部でのポストを獲得し、第Ⅳ局D部（「西方」部局）にて対イギリス政策を担当した。シュッデコップフは対英諜報活動を管轄し、第Ⅳ局局長ヴァルター・シェレンベルクとは深い関わりをもった。また、1943年、親衛隊中尉に任じられた
1945年、第二次世界大戦の終結とナチス政権の崩壊を迎えてもなお、ヒールシャーと彼のサークルは一貫したナチス政権に対するレジスタンス集団であった。ヒールシャー･サークルは迫害される人々の逃亡を個別に手助けするのみならず、積極的な抵抗活動を少なくとも計画した。実際に、ヒールシャーは共産主義者のアルフレッド・カントロヴィッチ（Alfred Kantorowicz）を一時的に自宅に匿っている。サークルの記述によれば、国家保安本部でのシュッデコップフのポストのみならず、ヴォルフラム・ジーヴァースの研究機関「アーネンエルベ」の事務長のポストもまた、ナチス党中央のポストと権力をサークルのメンバーによって占有し、体制崩壊へ導く計画の一部であり、ヒールシャーは1944年の7月20日事件の計画を知らされていたという。今日、ヒールシャー・サークルの立場については評価は定まっていない。サークルの抵抗活動は確かに、新しい研究（有名な歴史家マイケル・H・カーター及び、2004年に有意義な学位請求論文を提出したドイツの社会学者イナ・シュミット）によって確認されている。しかしながら、親衛隊将校の高位にあったシュッデコップフや、特にナチスのホロコーストに関与したジーヴァースの場合、どこで強固な抵抗活動が始まったか、またどこで抵抗が終わってナチスとの共犯が始まったかを確かめるのは難しい。
戦争終結直前の1945年4月初め、シュッデコップフは妻と共にブラウンシュヴァイクへ移り、連合国軍の進駐後、アメリカ軍司令部へ出頭した。自分が国家保安本部に勤務していることを報告して、ヒールシャー･サークルのメンバーの名前と住所を挙げ、自分がナチス政権へのレジスタンスに所属していることを証言した。シュッデコップフはロンドン南西部のキャンプ020（ラッチメア・ハウス収容所）に抑留され、イギリス保安局（MI5）に対して、アイルランドへの侵攻準備のための特殊部隊であるイギリス自由軍団や諜報員キケロ（本名エリエサ・バズナ）について詳細な証言を行った。シュッデコップフの抑留中、ヒールシャーやその他、かつてのサークル・メンバーは報告や宣誓表明をもって自分たちの抵抗活動の証拠を示そうとしていた。そのため、すでに始まっていたシュッデコップフへの捜査手続は1948年10月には中止され、1949年3月、非ナチ化の対象から除外された。ソ連占領地域では、彼の著作である『イギリスの海軍政策（Die britische Marinepolitik）』（1938年）、『イギリスの空軍用兵思想（Britische Gedanken über den Einsatz des Luftheeres）』（1939年）、『ドイツ帝国の拠点政策1890-1914（Die Stützpunktpolitik des Deutschen Reiches 1890–1914 ）』（1941年）が除外選定図書目録に登録された。
1953年、シュッデコップフは歴史学の講師となり、歴史学・地理学教育国際年鑑（Internationalen Jahrbuchs für Geschichts- und Geographieunterricht）の共同編集者を務める。彼の著書は広く受容されたが、ヴァイマル共和国の民族ボルシェヴィズムに関する彼の研究（『右翼の中の左翼Linke Leute von Rechts』1960年）は特に影響力を有した。また、シュッデコップフはコミンテルンの知識人にして幹部であったカール・ラデックの研究を行った。ヴァイマル共和国軍での彼の史料収集は際立って肯定的に受け止められ、今日に至るまで数多く利用されている。さらに、ヒールシャー・サークルの抵抗活動の記述が見られる資料の蒐集に何度か取り掛かろうとしたが、この計画はついに実現することはなかった。1973年、ドイツ労働組合連盟文化賞（Kulturpreis des Deutschen Gewerkschaftsbundes）を受賞、1984年に死去。

## 主要著作
- Die wehrgeographischen und strategischen Grundlagen der britischen Marinepolitik vom Beginn des Imperialismus bis zum Ende des Weltkrieges: 1880 bis 1918. Hanseatische Verlagsanstalt, Hamburg 1938 [Auch im Buchh. u. d. T.: Die britische Marinepolitik: Wehrgeographie und strategische Grundlagen; 1880 bis 1918. (Veröffentlichungen des Instituts für allgemeine Wehrlehre der Friedrich-Wilhelms-Universität Berlin. H. 2)].
- Britische Gedanken über den Einsatz des Luftheeres. Mittler, Berlin 1939.
- Die Stützpunktpolitik des Deutschen Reiches: 1890–1914. Junker und Dünnhaupt, Berlin 1941 (Schriften für Politik und Auslandskunde, H. 74).
- Die Deutsche Innenpolitik im letzten Jahrhundert und der konservative Gedanke. Die Zusammenhänge zwischen Aussenpolitik, innerer Staatsführung und Parteiengeschichte, dargestellt an der Geschichte der Konservativen Partei 1807 bis 1918. Verlag Albert Limbach, Braunschweig 1951 (Beiträge für den Geschichtsunterricht. Quellen und Materialien für die Hand des Lehrers).
- Das Heer und die Republik. Quellen zur Politik der Reichswehrführung 1918 bis 1933. Hannover/Frankfurt am Main 1955.
- Linke Leute von Rechts. Die nationalrevolutionären Minderheiten und der Kommunismus in der Weimarer Republik. Stuttgart 1960 (Neuauflage: Nationalbolschewismus in Deutschland 1918–1933. Frankfurt am Main 1973, ISBN 3-548-02996-5).
- Karl Radek in Berlin. Ein Kapitel deutsch-russischer Beziehungen im Jahre 1919. In: Archiv für Sozialgeschichte. Band 2, 1962, S. 87–166.
- Zwanzig Jahre westeuropäischer Schulgeschichtsbuchrevision, 1945–1965: Tatsachen und Probleme. Limbach, Braunschweig 1966, 119 S. (Schriftenreihe des Internationalen Schulbuchinstituts, Band 12).
- Herrliche Kaiserzeit. Mit einer Einführung von Hans-Joachim Schoeps. Ullstein, Berlin u. a. 1973.
- Bis alles in Scherben fällt. Die Geschichte des Faschismus. Bertelsmann, Gütersloh 1974.
- Der deutsche Widerstand gegen den Nationalsozialismus: Seine Darstellung in Lehrplänen und Schulbüchern der Fächer Geschichte und Politik in der Bundesrepublik Deutschland. Im Auftrag der Forschungsgemeinschaft 20. Juli e. V. (1. Aufl.). Diesterweg, Frankfurt am Main/München u. a. 1977 (Geschichte lehren und lernen. [1].). Zugl. ersch. in: Schriftenreihe d. Forschungsgemeinschaft 20. Juli.
- Der Erste Weltkrieg. Bertelsmann-Lexikon-Verlag, Gütersloh 1977, ISBN 3-570-05021-1.